# Escuts i banderes del Baix Llobregat
Els escuts i banderes del Baix Llobregat són el conjunt de símbols que representen els municipis d'aquesta comarca.
S'hi inclouen els escuts i les banderes oficialitzats per la Conselleria de Governació i Administracions Públiques de la Generalitat de Catalunya des del 1981, que és qui en té la competència.
Pel que fa als escuts comarcals, alguns s'han creat expressament per representar els Consells i, per extensió, són el símbol de tota la comarca. Aquest no és el cas del Baix Llobregat, que no disposa d'un emblema heràldic que representi l'ens supramunicipal d'aquesta comarca.
No tenen escut ni bandera oficials els municipis d'Abrera, Castelldefels, Gavà, Molins de Rei, Pallejà, Sant Andreu de la Barca i Sant Esteve Sesrovires.

## Escuts oficials

Begues Aprovat el 17 de novembre del 2014.
Castellví de Rosanes Aprovat el 4 d'abril del 2001.
Cervelló Aprovat el 2 de novembre de 1984.
Collbató Aprovat el 28 de setembre de 1984.
Corbera de Llobregat Aprovat el 13 d'octubre de 1988.
Cornellà de Llobregat Aprovat el 12 de juliol de 1988.
Esparreguera Aprovat el 30 de maig de 1996.
Esplugues de Llobregat Aprovat el 16 de juny de 1983.
Martorell Aprovat el 26 de juny de 1992.
Olesa de Montserrat Publicat al DOGC el 30 de juliol de 1986.
la Palma de Cervelló Aprovat el 6 de febrer del 2001.
el Papiol Aprovat el 18 de maig del 2005.
el Prat de Llobregat Aprovat el 23 d'abril del 2001.
Sant Boi de Llobregat Aprovat el 10 de desembre de 1985.
Sant Climent de Llobregat Aprovat el 16 de juny de 1983.
Sant Feliu de Llobregat Aprovat l'1 de desembre de 1999.
Sant Joan Despí Aprovat el 10 d'abril de 1984.
Sant Just Desvern Aprovat el 21 de juny de 1984.
Sant Vicenç dels Horts Publicat al DOGC el 7 de març de 2005.
Santa Coloma de Cervelló Aprovat l'11 d'abril de 1989.
Torrelles de Llobregat Aprovat el 27 de maig de 1982.
Vallirana Aprovat el 8 de febrer de 1989.
Viladecans Aprovat el 27 de juny de 1994.

## Banderes oficials

Begues Publicada al DOGC el 13 de gener de 2017.
Cervelló Publicada al DOGC el 18 de maig del 2018.
Corbera de Llobregat Publicada al DOGC el 17 de març del 2006.
Esparreguera Publicada al DOGC el 10 de juny del 2005.
Esplugues de Llobregat Publicada al DOGC el 30 de novembre de 2005.
Martorell Publicada al DOGC el 10 de maig de 1995.
la Palma de Cervelló Publicada al DOGC el 27 de setembre de 2004.
el Papiol Publicada al DOGC el 23 d'octubre de 1992.
Sant Climent de Llobregat Aprovada el 7 de desembre de 2005.
Sant Vicenç dels Horts Publicada al DOGC el 2 de novembre de 2007.
Santa Coloma de Cervelló Publicada al DOGC el dia 25 de 1991 .
Viladecans Publicada al DOGC el 3 de novembre de 1999.